# Dietrich von Albeck
Dietrich von Albeck († zwischen 3. und 21. März 1194) war als Dietrich I. Bischof von Gurk.
Dietrich von Albeck war ein Sohn Rudolfs von Albeck († 1191), sein Bruder Poppo von Albeck starb 1190 in einem Kreuzzug. Sein Onkel Poppo von Albeck war Bischof von Pedena in Istrien.
Nach dem Tod von Bischof Roman II. von Leibnitz wählten die Gurker widerrechtlich den Archidiakon von Aquileja, Hermann von Ortenburg, zum neuen Bischof. Der Erzbischof von Salzburg Konrad III. beantwortete diese  Herausforderung mit der Ernennung Dietrich von Albecks, dem Dompropst von Gurk. Damit der Gegenbischof nicht nach dem Beispiel des eingedrungenen Berthold von Zeltschach zur Gewinnung von Anhängern seine Lehen verschleudern könne, hatte sich der Erzbischof auf dem Reichstag von Augsburg den Spruch des Fürstengerichts eingeholt, wonach kein Gurker Bischof sein Lehen vergeben dürfe, bevor er nicht vom Erzbischof die Investitur mit den Regalien erhalten habe. Hermann von Ortenburg nahm die Straßburger Festung ein, während Konrad III. zu dessen Belagerung herbeieilte. Hermanns Anhänger wurden schrecklich verwüstet und am 29. November 1179 wurde die Belagerung aufgegeben. 
Am 2. Februar 1180 wurde Dietrich von Albeck in Salzburg zum Bischof geweiht und am selben Tag fällte Papst Alexander III. das Urteil, dass die Wahl durch die Gurker Kirche widerrechtlich war und einzig und allein dem Salzburger Erzbischof die Wahl zustehe.
Während Konrad III. in Bayern weilte, gelang es dem Gegenbischof Hermann 1180 erneut, die Festung in Straßburg zu belagern und Straßburg wurde zum zweiten Mal Schauplatz eines Bischofskrieges. Wieder kam Konrad dem rechtmäßigen Gurker Bischof zu Hilfe und Hermanns Lage war aussichtslos. Der päpstliche Legat Petrus de Bono vermittelte den Frieden und Hermann verzichtete auf die Bischofswürde, die Feste Straßburg ergab sich und wurde zur Strafe eingeäschert. 
Dietrich war ein treuer Anhänger seines Erzbischofs und er reiste 1184 mit ihm zusammen nach Verona, wo auch der Papst und der Kaiser weilten. Ab 1191 dürfte der Bischof aufgrund einer Erkrankung sein Bistum nicht mehr verlassen haben. 1194 verzichtete er auf sein Bischofsamt und verstarb einige Wochen später zwischen dem 3. und 21. März 1194.